# Irish wolfhound
L'Irish wolfhound ou lévrier irlandais (en irlandais « cú faoil » /ˌkuː ˈfˠiːlʲ/  ), est le plus rustique et le plus grand des lévriers. La Fédération cynologique internationale répertorie la race dans le groupe 10, section 2, lévriers à poil dur, standard no 160. Le lévrier irlandais est historiquement utilisé pour chasser le loup — qui est entièrement éradiqué d'Irlande en 1786 — et les cervidés jusqu'au XVIIe siècle, avant de devenir principalement un chien d'agrément.

## Description

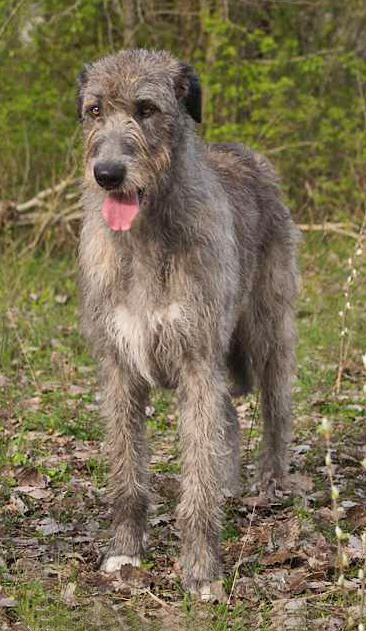
Femelle Irish Wolfhound.

C'est, avec le dogue allemand, la plus grande race de chien au monde. Le lévrier irlandais a un corps allongé et imposant, avec une musculature massive, ainsi qu'une croupe et un dos larges. Les pattes sont longues, droites et à l'ossature forte.
Le lévrier irlandais ne doit pas être tout à fait aussi lourd ni aussi massif que le dogue allemand, mais il l'est plus que le lévrier écossais (deerhound) à qui il doit ressembler quant au type général.
De grande taille et d'aspect imposant, très musclé, construit en force, mais avec élégance. Ses allures sont faciles et actives. Tête et cou sont portés haut. La queue est portée en présentant une légère courbure vers l'extrémité. Une grande taille comprenant hauteur au garrot et longueur du corps en proportion sont le but recherché. On cherche à fixer une race avec une taille moyenne de 32 pouces (81 cm) à 34 pouces (86 cm) chez le mâle et qui fasse preuve de la puissance requise, d'activité, de courage et d'harmonie dans les formes.

## Histoire
L'origine de l'Irish Wolfhound est mal connue. La version ancienne du lévrier irlandais est cependant différente de la moderne.
Son existence est rapportée chez les Celtes d'Irlande, qu'il suit dans leurs déplacements. Des mythes et des légendes celtes font référence au lévrier irlandais. La première occurrence historique de la race est rapportée en 391 av. J.-C., lorsque le consul romain Quintus Aurelius fait référence à un cadeau de « sept chiens irlandais », présents de son frère destinés à combattre dans les arènes contre des ours et des lions[réf. nécessaire].
Le lévrier irlandais est alors utilisé pour la chasse, la garde, la guerre et les jeux. La race est employée pour chasser les loups et les cervidés jusqu'au XVIIe siècle. Sa possession est réservée aux rois et à la noblesse, et il est également utilisé comme cadeau de marque. Son exportation est cependant interdite par Oliver Cromwell en 1652.
Après la disparition totale en Irlande des loups survenue en 1786, les effectifs du lévrier irlandais diminuent jusqu'à ce qu'il soit presque éteint en 1840. À partir de 1862, le capitaine George Augustus Graham rassemble plusieurs individus de la race et relance celle-ci par des croisements avec des deerhounds, des barzoïs et des danois ainsi que des dogues du Tibet. L'aspect physique de la race est ainsi retrouvée. En 1879, la race participe à son premier concours canin et un club de race est créé en 1886 par Graham.

## Caractère

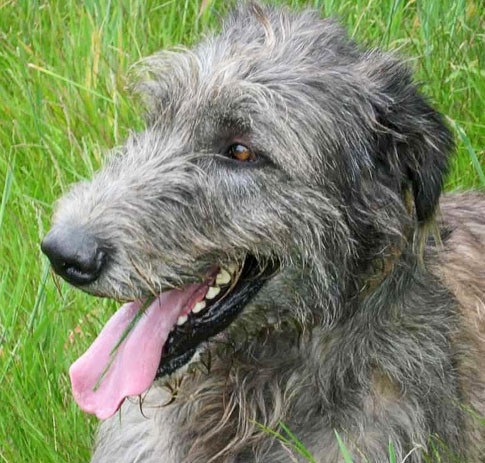
La tête typique du Lévrier irlandais rappelle celle d'un terrier.

Chien de garde efficace et dissuasif, il a besoin d'une éducation ferme mais sans brutalité. Bien que ce soit un lévrier et donc un chien de chasse, il est utilisé principalement pour l'agrément et la garde.
Ce chien a besoin de beaucoup d'espace et de courir fréquemment en toute liberté.
Grand chasseur, son besoin inné de courir lui fait apprécier le cynodrome où il peut se défouler dans les courses de lévriers que ce soit dans les épreuves de PVL (Poursuite à Vue sur Leurre) et/ou Racing.
À cause de la grande taille qu'il atteindra à l'âge adulte, l'obéissance de base est nécessaire. Il est indispensable de lui inculquer le rappel. Il devra également savoir marcher en laisse sans tirer. Comme tout chien, il est nécessaire de l'habituer à la présence des chats dès son plus jeune âge pour établir une bonne cohabitation future.
L'alimentation du Wolfhound doit faire l'objet d'une grande attention, surtout lors de sa croissance qui peut se poursuivre jusqu'à ses 15 mois. Il ne sera mature et réellement « fini » que vers l'âge de 3/4 ans.
Affectueux et loyal, cet énorme chien aime la compagnie des humains. En dépit de son gabarit impressionnant, il affiche  un caractère paisible et est très doux avec les enfants.
Seule ombre au tableau : il a besoin de beaucoup d'espace et n'est guère adapté à la vie citadine (sauf si promené régulièrement)
Enfin, son instinct de chasseur peut le pousser à fuguer afin de poursuivre de petits animaux qui circulent dans le quartier. Il est nécessaire de bien clôturer son terrain ou de l'attacher lorsqu'il se trouve à l'extérieur si son rappel n'est pas assez travaillé.

## Santé

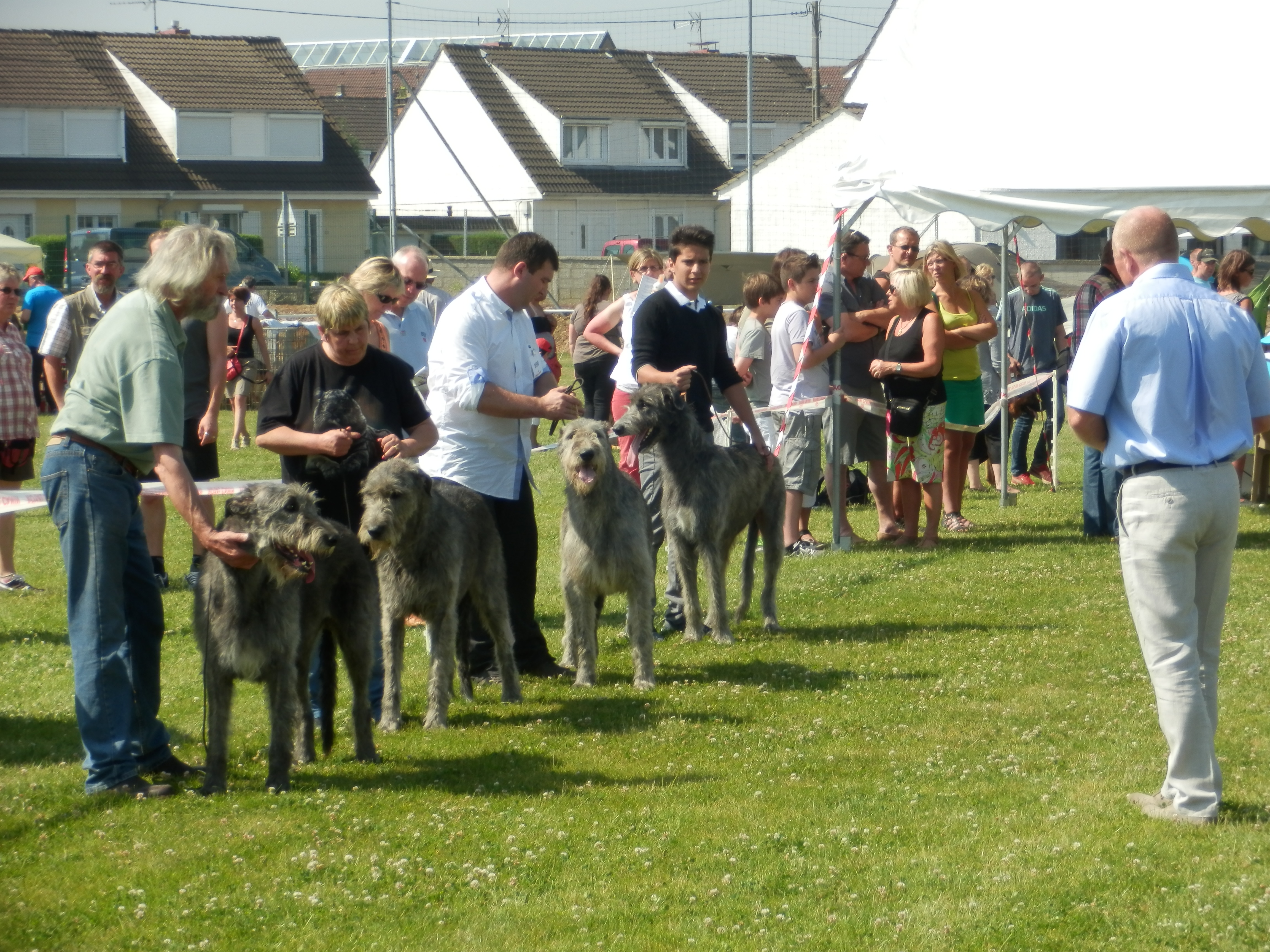
Lévriers irlandais lors d'une exposition.

Les grandes races de chiens ont tendance à avoir une espérance de vie moins élevée que les autres races. Les estimations d'espérance de vie sont variables suivant les études mais s'élèvent en moyenne à une longévité comprise entre 4,95 et 8,75 ans.
La race est prédisposée à certaines affections, principalement la cardiomyopathie dilatée, le shunt hépatique, l'ostéosarcome, la torsion-dilatation de l'estomac, l'ostéochondrite dissécante. D'autres pathologies sont également rapportées, comme l'épilepsie, la maladie de Willebrand et l'atrophie rétinienne progressive.
La race n'est toutefois pas véritablement fragile, mais sa taille et son poids engendrent un vieillissement prématuré, ceci étant le plus marqué chez les lignées les plus lourdes[réf. nécessaire].
Goulot génétique chez les Irish Wolfhounds modernes
Ces dernières années, la population des Irish Wolfhounds est confrontée à un goulot génétique dû à l'utilisation excessive de certains étalons populaires, comme Quincy of Kilmara et sa lignée. Cette pratique a considérablement réduit la diversité génétique de la race, la majorité des chiens actuels descendant d'un pool génétique restreint. Bien que ce phénomène ait été observé dans d'autres races, il est particulièrement préoccupant pour l'Irish Wolfhounds, compte tenu de son histoire marquée par des crises génétiques passées. La préservation des lignées encore par ce goulot, notamment en Amérique du Nord, est essentielle. Une collaboration entre éleveurs, visant à privilégier la santé génétique sur les lignées primées en expositions, est cruciale pour assurer la survie à long terme de la race.

## Sports

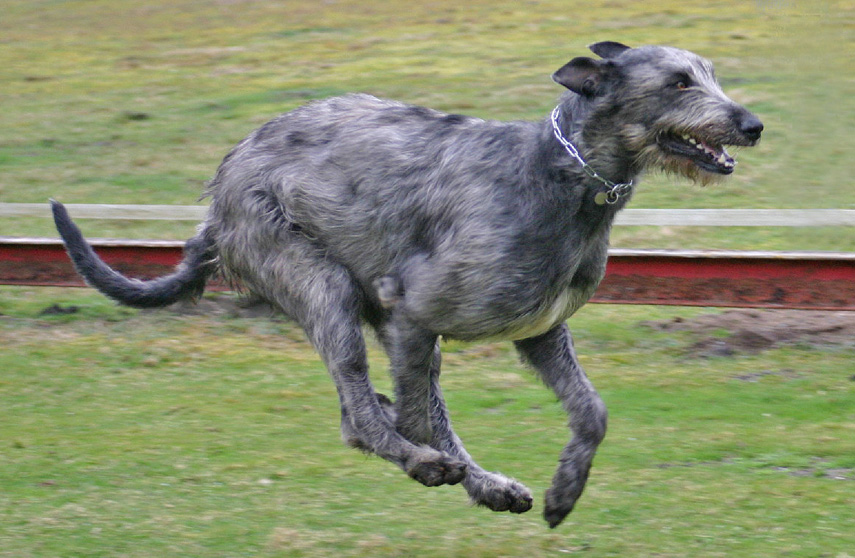
Au cynodrome.

- Épreuves de courses sur cynodromes ou racing.
- La poursuite à vue sur leurre (PVL) ou coursing.

## Photos

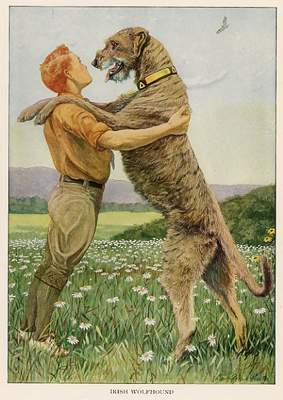
Illustration de 1919 issue de The book of dogs.
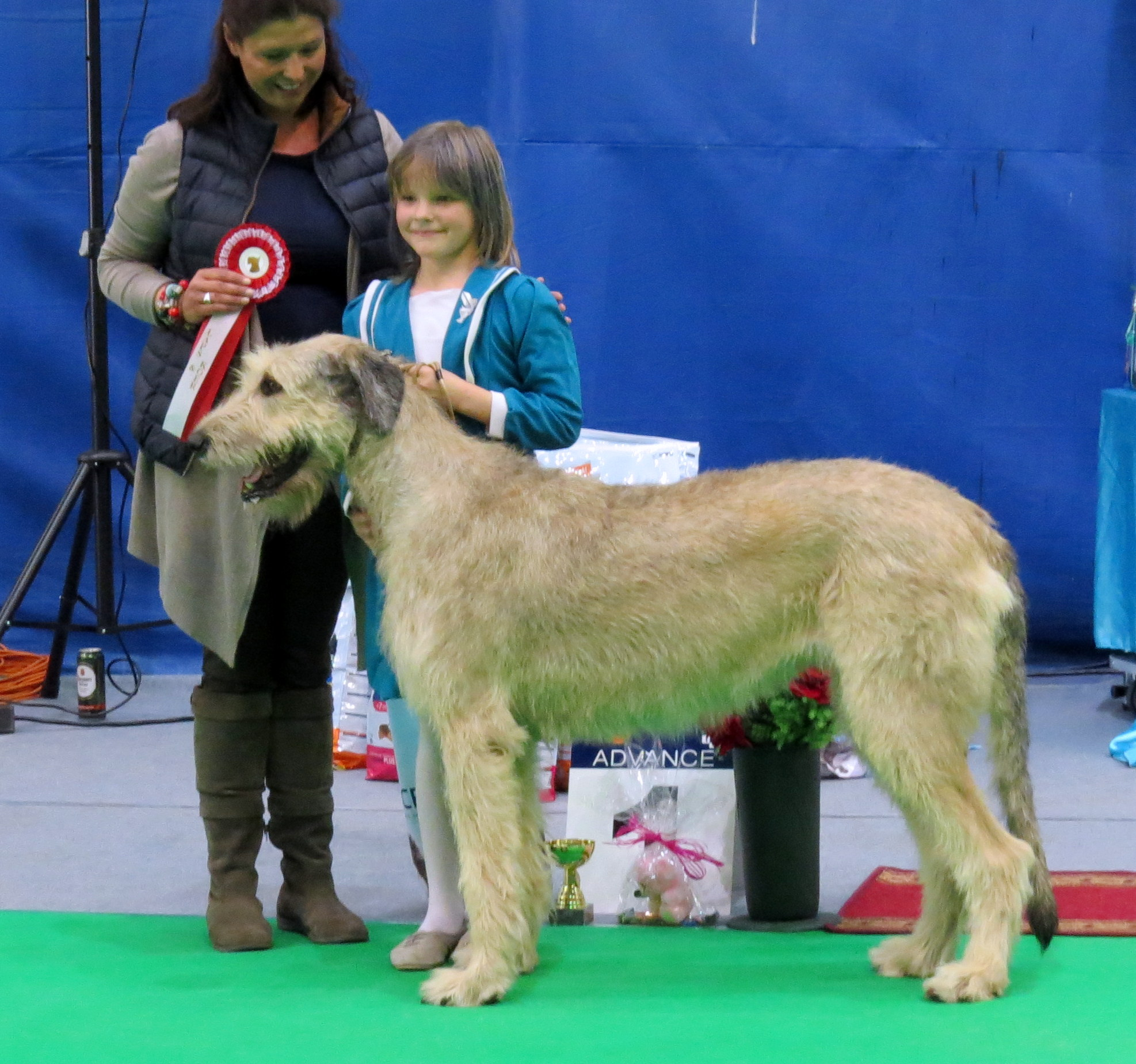
Lévrier irlandais froment.
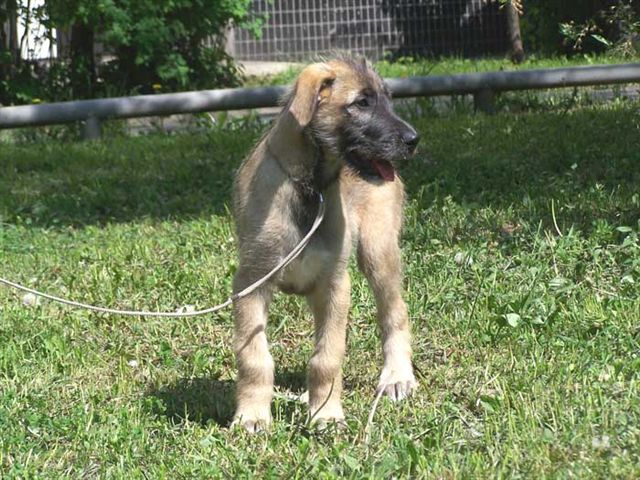
Wolfhound, chiot de 3,5 mois.
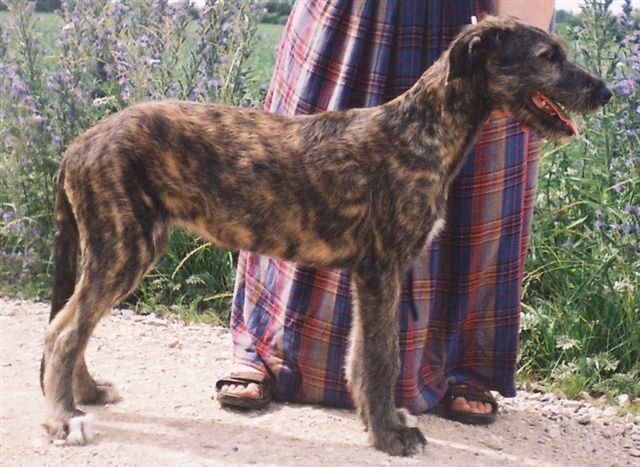
Chiot bringé de 4 mois.
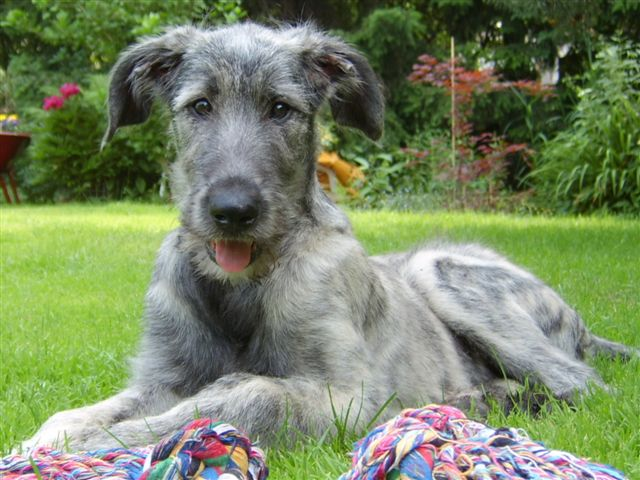
Lévrier irlandais de 4 mois.
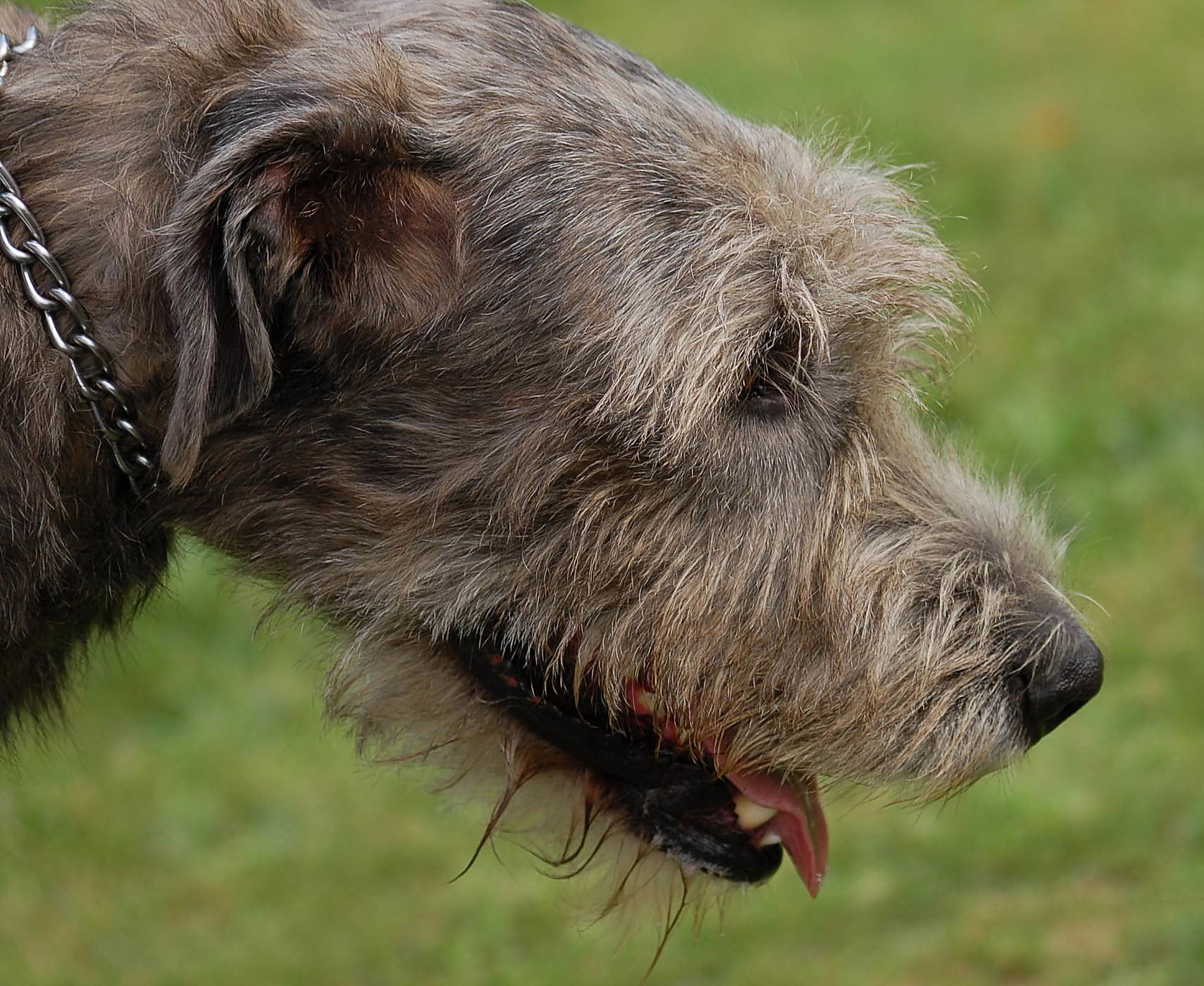
Profil de lévrier irlandais.
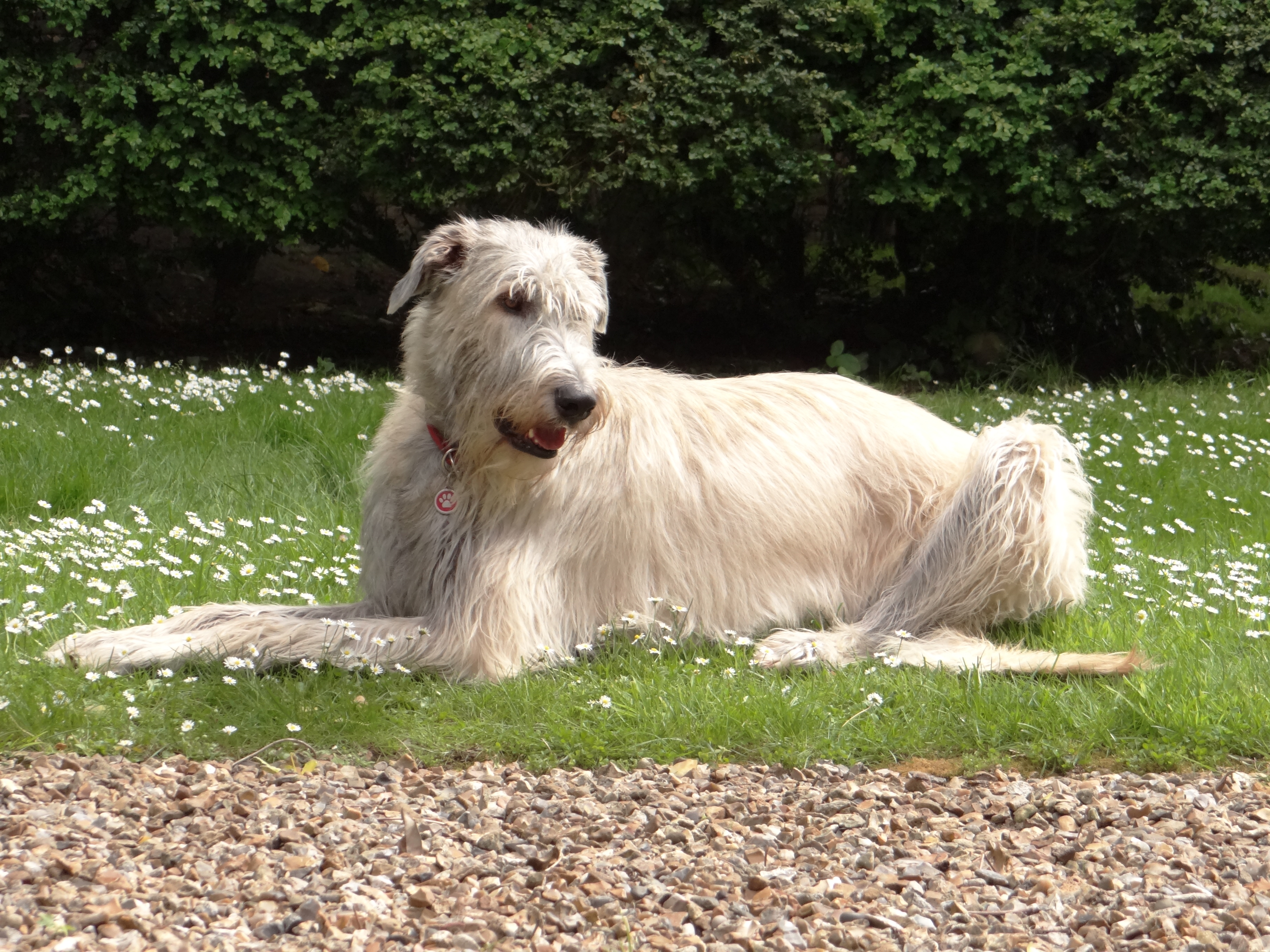
Femelle froment de 1 an.
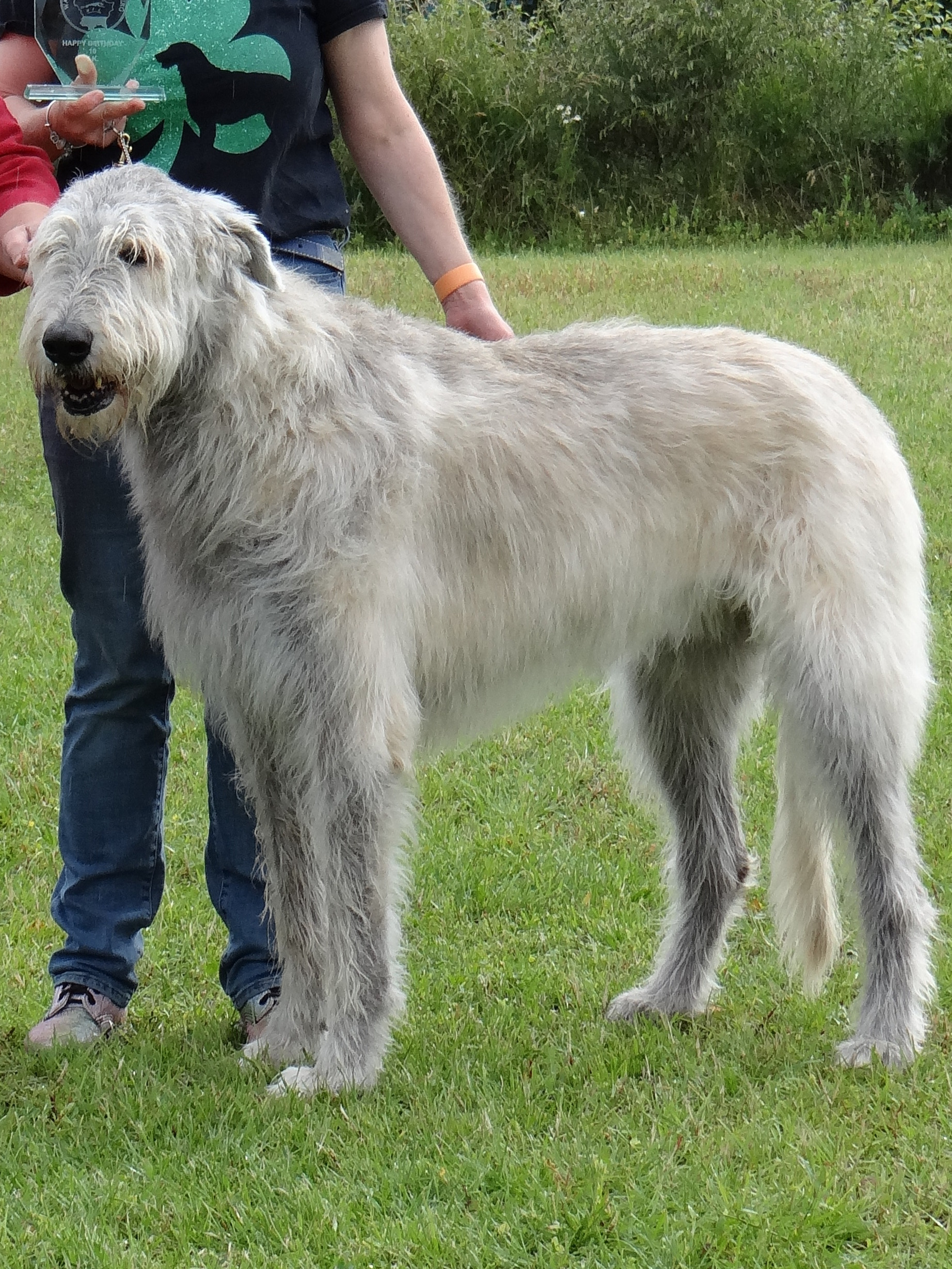
La même chienne, âgée de 10 ans.

## Notes et références

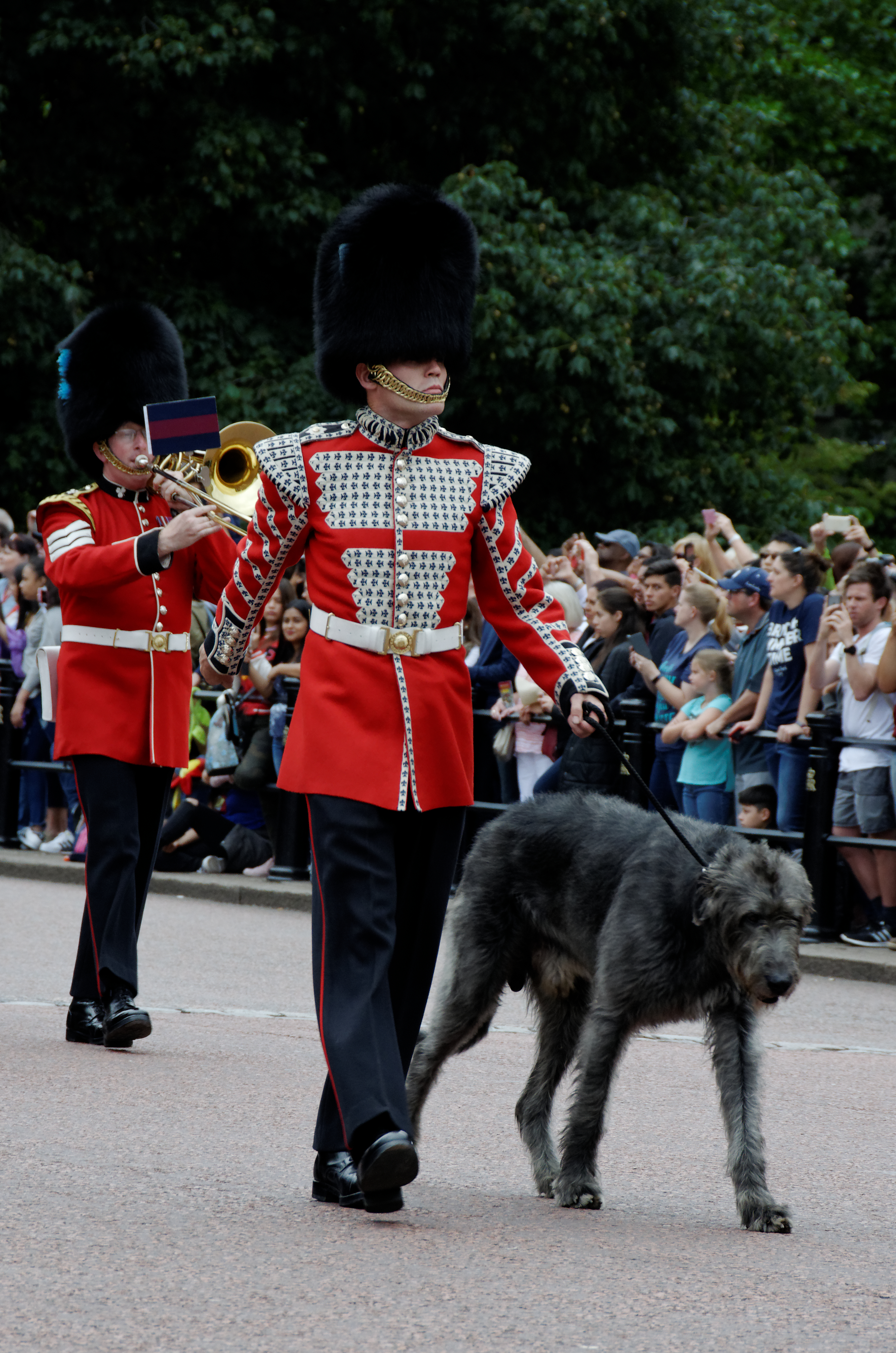
L'Irish wolfhound, mascotte des Irish Guards, est l'une des raisons du succès du régiment au Royaume-Uni. Relève de la garde au palais de Buckingham (2017)